# Nadja Engel
Nadja Engel (* 4. September 1964 in Ost-Berlin) ist eine deutsche Schauspielerin. 

## Leben

### Ausbildung und Theater
Nadja Engel ist die Tochter der Schauspielerin Petra Kelling und des Filmregisseurs Richard Engel sowie eine Enkelin von Rudolf Engel. Von 1981 bis 1985 war sie an der Hochschule für Schauspielkunst Ernst Busch Berlin und schloss dort mit einem Diplom ab.
Engel hatte anschließend ihr erstes festes Theaterengagement am Mecklenburgischen Staatstheater Schwerin unter der Intendanz von Christoph Schroth (1984–1989). Dort spielte sie u. a. Julia in Romeo und Julia, Natascha in Nachtasyl, beide unter der Regie von Christoph Schroth, und die Lotte in einer Bühnenfassung von Goethes Die Leiden des jungen Werthers (Regie: Thomas Roth). Es folgte ein Festengagement am Berliner Ensemble (1989–1997), wo sie mit Regisseuren mit Manfred Wekwerth, Fritz Marquardt, Christoph Schroth, Werner Schroeter und Einar Schleef arbeitete. Zu ihren Rollen am Berliner Ensemble gehörten u. a. Natalie in Prinz Friedrich von Homburg oder die Schlacht bei Fehrbellin (Regie: Manfred Wekwerth) und Frau Krause in Vor Sonnenaufgang (Regie: Christoph Schroth).
Seit 1997 ist sie als freischaffende Schauspielerin tätig. Sie hatte Engagements am Friedrichstadtpalast Berlin (2005; Kindermusical Lieblingsfarbe Bunt) und in der Spielzeit 2006/07 am Musical Theater Bremen. Dort spielte sie, unter der Regie von Matthias Komm, die Mutter in Lieblingsfarbe Bunt. Ab 2008 entwickelte Engel eigene Theaterprojekte in Berlin, teilweise in Zusammenarbeit mit ihrer Mutter Petra Kelling. In der Spielzeit 2010/11 hatte sie ein Gastengagement an den Bühnen der Stadt Gera; sie spielte die Zauberfrau in dem Märchenstück Die Schneekönigin. 2012 gastierte sie am Schlosstheater Celle, an der Seite von Claude-Oliver Rudolph, in dem Ensemblestück Hauptsache Arbeit von Sibylle Berg.

### Film und Fernsehen
Erste Film- und Fernsehaufgaben hatte Engel bereits in der DDR (u. a. in der Fernsehserie Der Sohn des Schützen, 1985). 1989 war sie in dem Fernsehfilm Geisterfahrer aus der Fernsehreihe Der Staatsanwalt hat das Wort gemeinsam als Mutter/Tochter an der Seite ihrer Mutter Petra Kelling zu sehen. Sie spielte Janette Baltus, die Verlobte des Juniorchefs eines Frisörsalons. Nach der Wende hatte sie im Westen zunächst schwerpunktmäßig kleine Rollen in Kinofilmen, so in dem Wim-Wenders-Film In weiter Ferne, so nah! (1993). Der Kinofilm Adamski von Jens Becker mit Engel in der Hauptrolle als Lilli, erhielt 1994 den Förderpreis Langfilm beim Filmfestival Max Ophüls Preis. In dem Kinofilm Oskar und Leni (1999), mit Christian Redl und Elisabeth Trissenaar in den Hauptrollen, spielte sie Tanja, eine Kollegin und Freundin von Leni.
Ab 2000 wurde das Fernsehen zu Engels Arbeitsschwerpunkt. Hauptsächlich spielte sie fortan in Fernsehserien, wo sie durchgehende Serienrollen, Episodenhaupt- und nebenrollen und Gastrollen hatte. Größere Bekanntheit erlangte durch ihre durchgehende Serienhauptrolle in der Krankenhausserie alphateam – Die Lebensretter im OP (2000–2004). Sie verkörperte die Krankenschwester und Diakonisse „Schwester Dorothea“.
In dem Kinofilm Sonja (2006) der finnischen Regisseurin Kirsi Marie Liimatainen, einer zart-poetischen Liebesgeschichte über die Freundschaft und erste Gefühlsverwirrungen zweier weiblicher Teenager, verkörperte Engel Sonjas überforderte, mit ihr in einer Plattenbausiedlung lebende Mutter. Eine kleine Nebenrolle hatte sie in dem Kinoerfolg Der Vorleser (2008); sie spielte eine Mitarbeiterin der Gefängnis-Poststelle.
Mehrfach hatte Nadja Engel Auftritte in der ZDF-Fernsehserie Notruf Hafenkante; 2007 spielte in der Episode Auf der Flucht Frau Kreuzer, die Mutter des 17-jährigen Schülers Jan Kreuzer. In der Erfolgsserie In aller Freundschaft war sie insg. in drei Auftritten zu sehen, so u. a. 2007 als Texifahrerin Iris Dreher in der Folge 366 (Konfrontation) und 2011 als Doris Schmidt, Ehefrau des Speditionsinhabers Eberhard Schmidt, in der Folge 502 (Neues Leben). In der Fernsehserie Familie Dr. Kleist spielte 2010 in der Folge Neue Wege wieder einmal an der Seite ihrer Mutter Petra Kelling. Sie verkörperte die alleinerziehende Mutter Martina Thaller, deren Tochter von der Großmutter (Petra Kelling) in deren kleiner Schneiderei betreut wird.
Engel hatte in den Jahren seit 2009/2010 außerdem Episodenrollen in den Serien SOKO Wismar (2009; als Marion Stieglitz, Mutter des Einzelgängers und Jugendlichen Marco Stieglitz), SOKO Leipzig (2010; als Iris Fuchs, die tatverdächtige Ehefrau des ermordeten Kinderarztes Dr. Fuchs), Mord mit Aussicht (2010), Alles Klara (2012), Heiter bis tödlich: Akte Ex (2013; als Patientin Barbara Schröder, die ihrem Zahnarzt einen Kunstfehler unterstellt), SOKO Köln (2013; als Maria Pietsch, die Ehefrau des Bauern und Dorfbewohners Günther Pietsch) und Ein Fall von Liebe (2014; als Frau Kleinschmidt, Justizvollzugsbeamtin im Untersuchungsgefängnis).
In dem Kurzfilm Porn Punk Poetry (2014), der im April 2014 auf arte gezeigt wurde, hatte Engel eine Nebenrolle; sie spielte die Barfrau Camille. Der Film wurde u. a. beim Kinofest Lünen gezeigt und gewann 2014 den Michael-Ballhaus-Preis für Kameraabsolventen bei den First Steps Awards.
Im April 2015 war Nadja Engel erneut in der ZDF-Krimiserie SOKO Wismar zu sehen. In der Folge Glück und Glas spielte sie Karla Weber, die Inhaberin eines kleinen Lebensmittelgeschäftes und Mutter eines ermordeten Straftäters. Weitere Episodenrollen hatte sie in In aller Freundschaft – Die jungen Ärzte (2016; als vermeintlich suizidale Patientin Martina Urbanek) und in Der Kriminalist (2016), wo sie Rita Möller, die Leiterin eines Berliner Frauenhauses spielte. Im Oktober 2016 war sie außerdem in der ZDF-Serie Notruf Hafenkante in einer Episodennebenrolle als alternde Prostituierte Eva Schreiner zu sehen. Eine weitere Episodenrolle hatte sie in der ZDF-Serie SOKO Leipzig (Erstausstrahlung: Januar 2017) als Frau Drewitz; sie spielte die Mutter eines Salafisten, der den Dschihad nach Deutschland bringen will. In der ZDF-Fernsehserie Zarah – Wilde Jahre (Erstausstrahlung ab September 2017) hat Engel eine Seriennebenrolle; sie spielt die Tante Mathilde, die sich um die an Krebs erkrankte Mutter der neuen stellvertretenden Chefredakteurin Zarah Wolf (Claudia Eisinger) kümmert. Im September 2017 war Engel in der ZDF-Krimiserie SOKO Wismar erneut in einer Serienrolle zu sehen, als Vermieterin Anne Tietze, die Verständnis für die schwierige finanzielle Situation ihrer Mieterin hat. In der 5. Staffel der Krimiserie Morden im Norden (2018) übernahm sie ebenfalls eine Episodennebenrolle. In der 21. Staffel der ZDF-Serie SOKO Leipzig (2020) war sie in einer dramatischen Episodenhauptrolle zu sehen, als Mutter, die mit allen Mitteln zu verhindern sucht, dass ihr Sohn erfährt, dass er in der DDR zwangsadoptiert wurde.

## Filmografie (Auswahl)
- 1985: Der Sohn des Schützen (Fernsehserie)
- 1989: Prinz Friedrich von Homburg oder die Schlacht bei Fehrbellin (Theateraufzeichnung)
- 1989: Der Staatsanwalt hat das Wort – Geisterfahrer (Fernsehfilm)
- 1989: Die Bertinis[6]
- 1990: Grönland (Kinofilm)
- 1990: Wilhelm Tell (Theateraufzeichnung)
- 1991: Letzte Liebe (Fernsehfilm)
- 1991: Jugend ohne Gott (Fernsehfilm)
- 1993: In weiter Ferne, so nah! (Kinofilm)
- 1993: Adamski (Kinofilm)
- 1996: Schatten der Vergangenheit (Kurzfilm)
- 1996: Doppelter Einsatz (Fernsehserie; Folge: Exekution)
- 1996: Tatort – Tod im Jaguar (Fernsehreihe)
- 1999: In aller Freundschaft (Fernsehserie; Folge: Alpträume)
- 1999: Oskar und Leni (Kinofilm)
- 2000: Die Gefesselten (Fernsehfilm)
- 2000: Max & Lisa (Fernsehserie; Folge: Die Kontaktanzeige)
- 2001–2006: Alphateam – Die Lebensretter im OP (Serienhauptrolle; Schwester Dorothea, 123 Folgen)
- 2002: Stahlnetz: PSI
- 2002: Doppelter Einsatz (Fernsehserie; Folge: Der Mörder in dir)
- 2006: Sonja (Kinofilm)
- 2007: Deadline – Jede Sekunde zählt (Fernsehserie; Folge: Wehrlos)
- 2007: Notruf Hafenkante (Fernsehserie; Folge: Auf der Flucht)
- 2007: In aller Freundschaft (Fernsehserie; Folge: Konfrontation)
- 2008: Tatort – Todesstrafe
- 2008: Der Vorleser (Kinofilm)
- 2009: Polizeiruf 110 – Fehlschuss (Fernsehfilm)
- 2009: SOKO Wismar (Fernsehserie; Folge: Der schwarze Ritter)
- 2010: SOKO Leipzig (Fernsehserie; Folge: Masernparty)
- 2010: Mord mit Aussicht (Fernsehserie; Folge: Tödlicher Lehrstoff)
- 2010: Familie Dr. Kleist (Fernsehserie; Folge: Neue Wege)
- 2011: In aller Freundschaft (Fernsehserie; Folge: Neues Leben)
- 2012: Alles Klara (Fernsehserie; Folge: Mordwaffe Trabi)
- 2013: Heiter bis tödlich: Akte Ex (Fernsehserie; Folge: Ohne Spritze)
- 2013: SOKO Köln (Fernsehserie; Folge: Späte Reue)
- 2013: Notruf Hafenkante (Fernsehserie; Folge: Der Schuss)
- 2014: Porn Punk Poetry (Kurzfilm)
- 2014: Ein Fall von Liebe (Fernsehserie; Folge: Vater und Sohn)
- 2015: SOKO Wismar (Fernsehserie; Folge: Glück und Glas)
- 2016: Die Spezialisten – Im Namen der Opfer (Fernsehserie; Folge: Die Mädchen aus Ost-Berlin)
- 2016: In aller Freundschaft – Die jungen Ärzte (Fernsehserie; Folge: Man lebt nur zweimal)
- 2016: Der Kriminalist (Fernsehserie; Folge: Rabenmutter)
- 2016: Familie! (Fernsehfilm)
- 2016: Notruf Hafenkante (Fernsehserie; Folge: Verfolgt)
- 2017: SOKO Leipzig (Fernsehserie; Folge: Aus der Hölle)
- 2017: Zarah – Wilde Jahre (Fernsehserie; Folge: Deutschlands grausamste Emanze)
- 2017: SOKO Wismar (Fernsehserie; Folge: Lass das mal die Oma machen)
- 2018: Ein Sommer in Vietnam (Fernsehfilm)
- 2018: Ballon (Kinofilm)
- 2018: Morden im Norden (Fernsehserie; Folge: Der Tod ist nicht das Ende)
- 2019: Helen Dorn: Nach dem Sturm (Fernsehreihe)
- 2019: Tierärztin Dr. Mertens (Fernsehserie; Folge: Neue Ufer)
- 2020: Praxis mit Meerblick – Sehnsucht (Fernsehreihe)
- 2020: Der Kriminalist (Fernsehserie; Folge: Unvergessen)
- 2021: Frühling – Schmetterlingsnebel
- 2021: In aller Freundschaft – Die Krankenschwestern (Fernsehserie; Folge: Entscheidungen)
- 2021, 2025: SOKO Köln (Fernsehserie; Folgen: Die Büßer, Der Bulle aus Vingst)
- 2022: WaPo Berlin (Fernsehserie; Folge: Die Tote aus dem Müggelsee)
- 2024: Die Kanzlei (Fernsehserie; Folge: Unter Druck)

## Theater
- 1990: Thomas Brasch: Rotter – Märchen aus Deutschland (Härtel) – Regie: Christoph Schroth (Berliner Ensemble)

## Hörspiele
- 1991: Holger Teschke: Der Schatzhüter im Burgwall – Regie: Gerda Zschiedrich (Kinderhörspiel – Funkhaus Berlin)
- 1991: Mirjana Buljan: Der siebente Bruder – Regie: Barbara Plensat (Hörspiel – Funkhaus Berlin/ORF)
- 1992: Heinrich Traulsen: König und Besenbinder (Erika) – Regie: Peter Groeger (Kinderhörspiel – DS Kultur)
- 1992: Clemens Brentano: Die Mährchen vom Rhein und dem Müller Radlauf (Amelei) – Regie: Peter Groeger (Kinderhörspiel – DS Kultur)